# Sotra
Pour les articles homonymes, voir Sotra (homonymie).
Sotra est le nom de deux îles situées à l'ouest de Bergen, en Norvège. Elles font partie du comté de Vestland.

## Géographie
Litle Sotra (Petite Sotra) est l'île située le plus près du continent, et Store Sotra (Grande Sotra) se trouve un peu plus au large. Une troisième île, plus petite, est située entre ces deux îles : Bildøy. La majorité des îles sont reliées au territoire continental par des ponts.
Sotra se divise en deux communes : Fjell et Sund. Celles-ci sont entourées par les communes d'Øygarden au nord, Askøy et Bergen à l'est, et Austevoll au sud.